# Oppervlaktetextuur

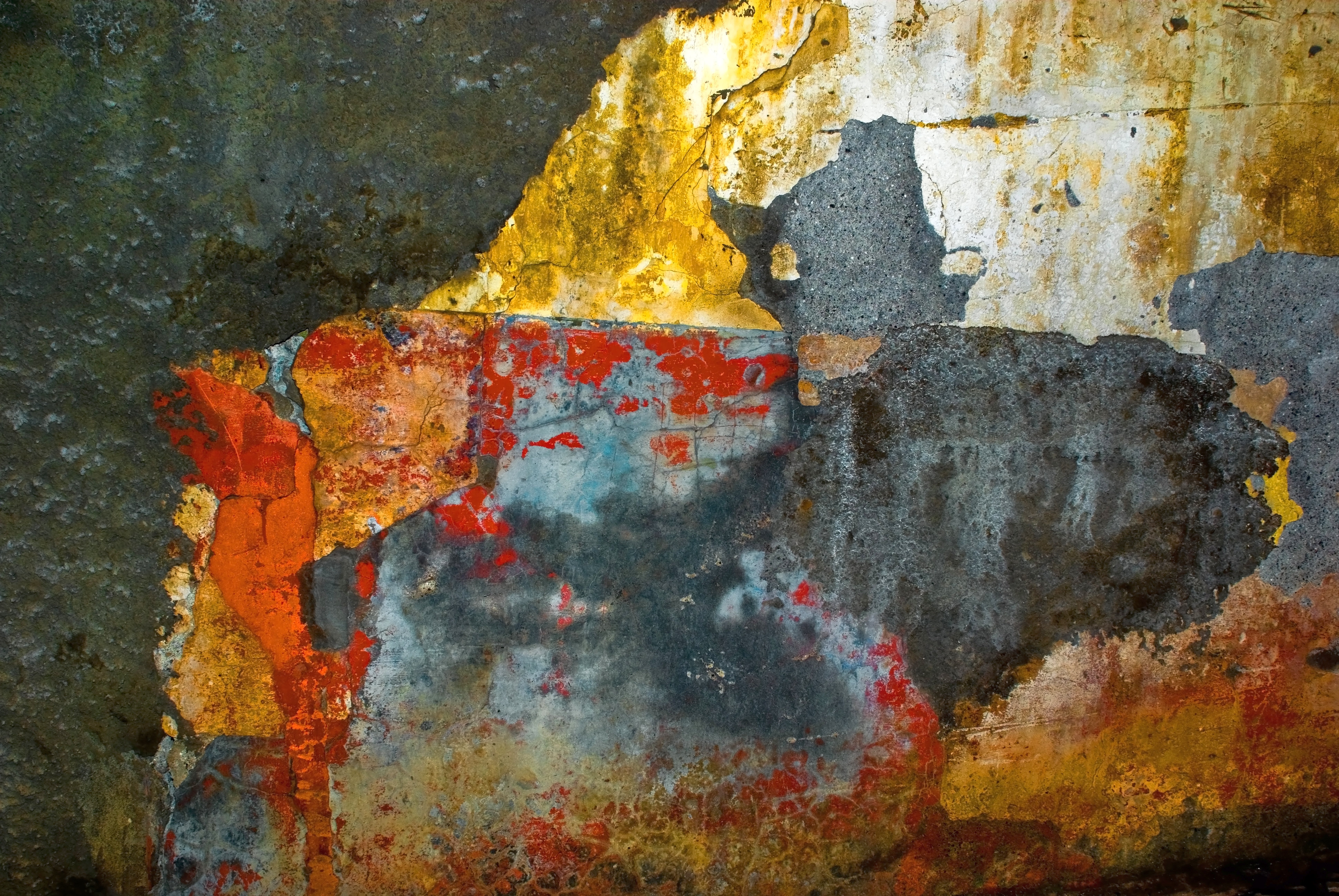
Textuur van een oude muur

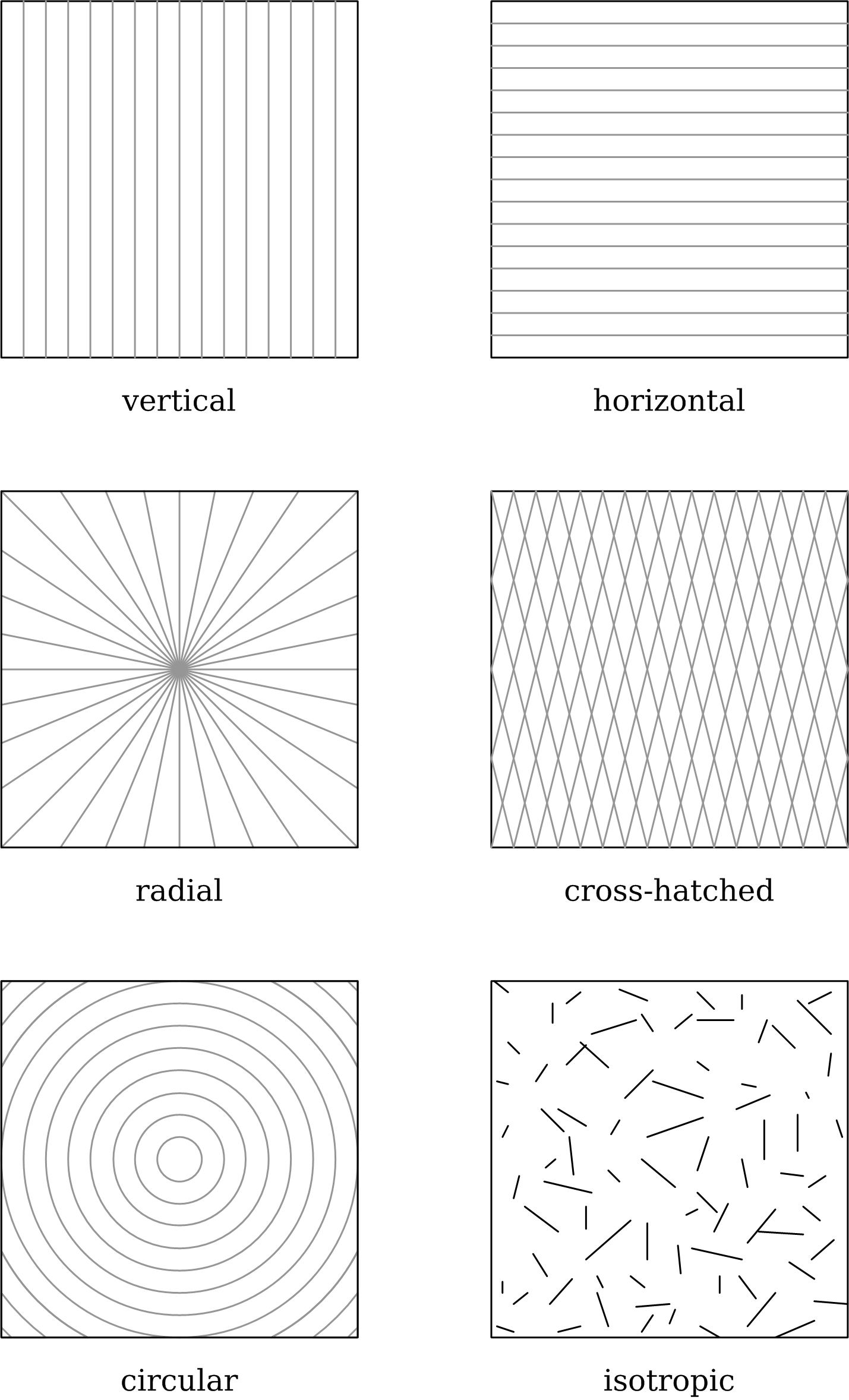
Verschillende manieren van ligging of richting

Textuur, oppervlaktetextuur, oppervlakte topografie of oppervlaktestructuur (Engels: texture of surface finish) is de ligging (richting), ruwheid en golving van het materiaal van een oppervlak. Dit fysische fenomeen is in feite een benaming voor de oneffenheden in een oppervlakte. Een perfect glad oppervlak is dan ook textuurloos.

## Oorzaak
De textuur van een object wordt vaak verkregen tijdens het productieproces. Het is afhankelijk van het materiaal, het proces en de productieomstandigheden. Eventueel kan ook aan het einde van de productie nog een gewenste textuur verkregen worden door middel van een oppervlaktebehandeling of coating.

## Materiaaleigenschappen
De textuur van een materiaal speelt een erg belangrijke rol in de vorming van de eigenschappen van het materiaal. Het is onder andere de textuur die het reflectievermogen, de manier waarop het licht weerkaatst, van het voorwerp bepaalt en dus hoe het eruitziet. Ook zijn de frictie- en schuif-eigenschappen van materialen of objecten voor een groot deel bepaald door de textuur.

### (An)isotropie
Texturen kunnen isotropisch of anisotropisch zijn, oftewel de afhankelijkheid van richting in de materiaaleigenschappen als effect van de textuur. Een textuur is isotroop als deze eigenschappen onafhankelijk van de richting zijn, dus in iedere richting hetzelfde. Daar tegenover daar een anisotrope textuur waar de materiaaleigenschappen als gevolg van de textuur afhankelijk zijn van richting, dus niet in iedere richting hetzelfde.

## Parameters

De technische specificatie achter de oppervlaktetextuur

De oppervlaktetextuur kan worden gesplitst in de:
- ligging of richting,
- ruwheid en
- golving.

### Ligging of richting
Hiermee wordt de oriëntatie en (an)isotropie van de textuur aangegeven. Het is de voornaamste ligging van het oppervlaktepatroon, indien aanwezig. Dit kan in een textiel de weefrichting zijn, in een metaal de groefrichting en in een vezelplaat de ligging van de vezels.

### Ruwheid
De oppervlakteruwheid, of kortweg ruwheid, is een maat van de totale oneffenheid over het oppervlak. Een laag getal voor deze maat duidt op een glas oppervlak en vice versa. De maat van oppervlakteruwheid is vastgelegd in de ISO-norm: ISO 21920-1:2021. De oppervlakte ruwheid heeft ook effect op de mate van glans- of matheid.

### Golving
Golving of kromtrekking is de maat van oppervlakte-oneffenheden op een grotere schaal dan ruwheid, dus met een grotere afstand en grotere lengte. Deze oneffenheden zijn er vaak in gekomen als gevolg van kromtrekking, knikken of doorbuiging. De oorzaken hiervan zijn vaak terug te vinden in de productie; ze ontstaan door vibraties, temperatuurverschillen (warmtebehandelingen) of andere redenen voor interne spanningen. De mate van golving is vastgelegd in de ISO-norm: ISO 21920-2:2021.

## Voorbeelden

Oppervlaktetexturen
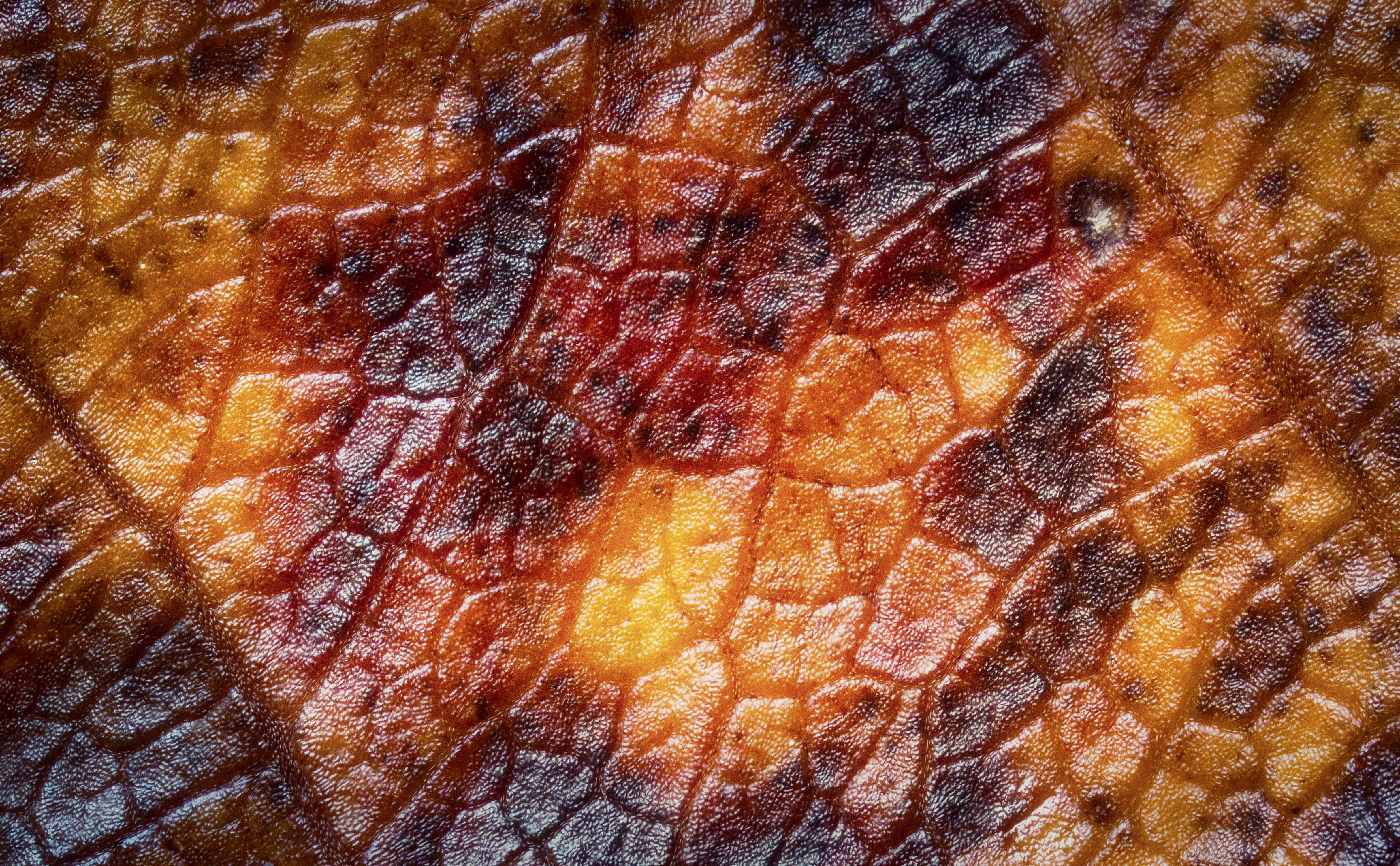
Textuur van een herfstblad
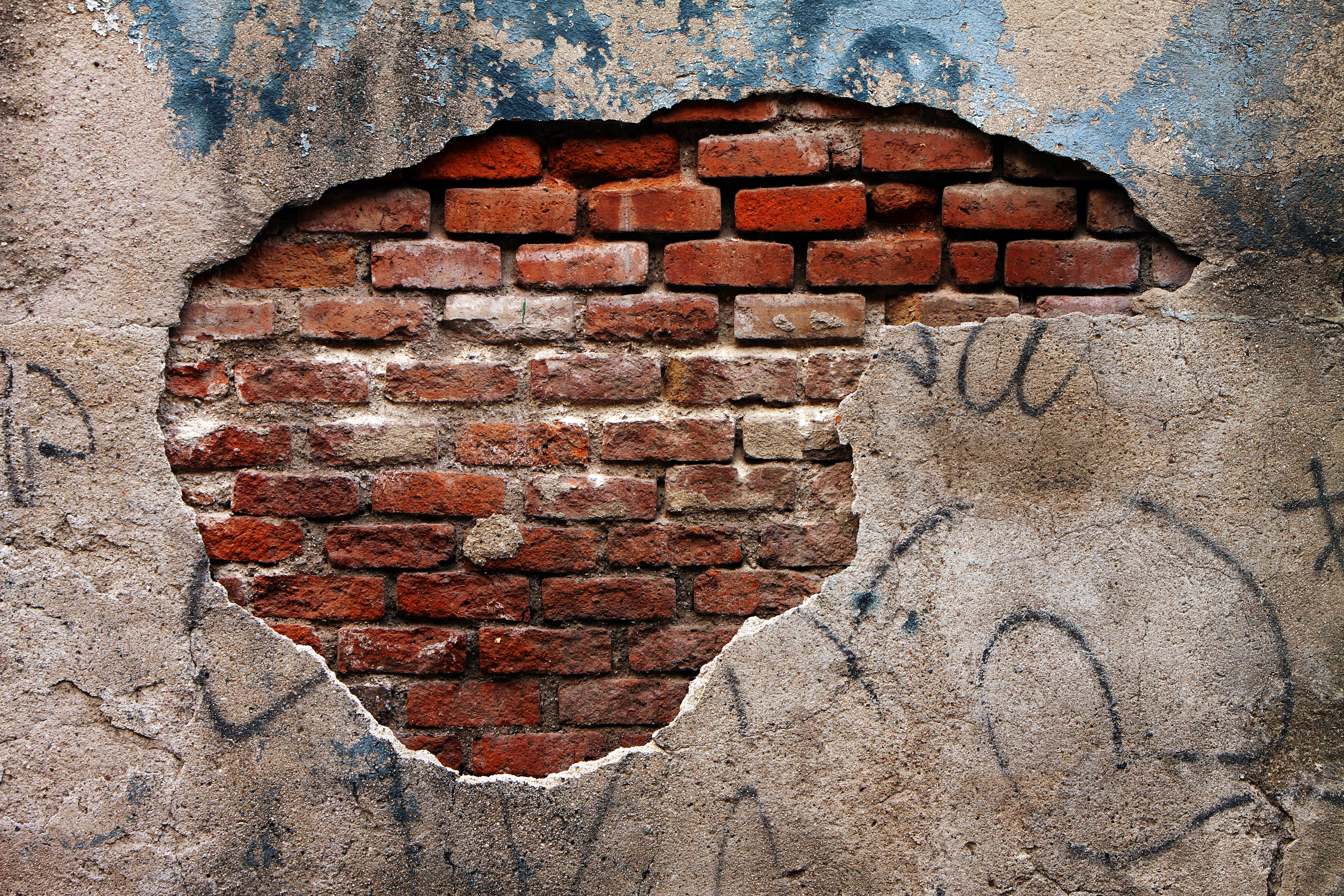
Textuur van een oude muur
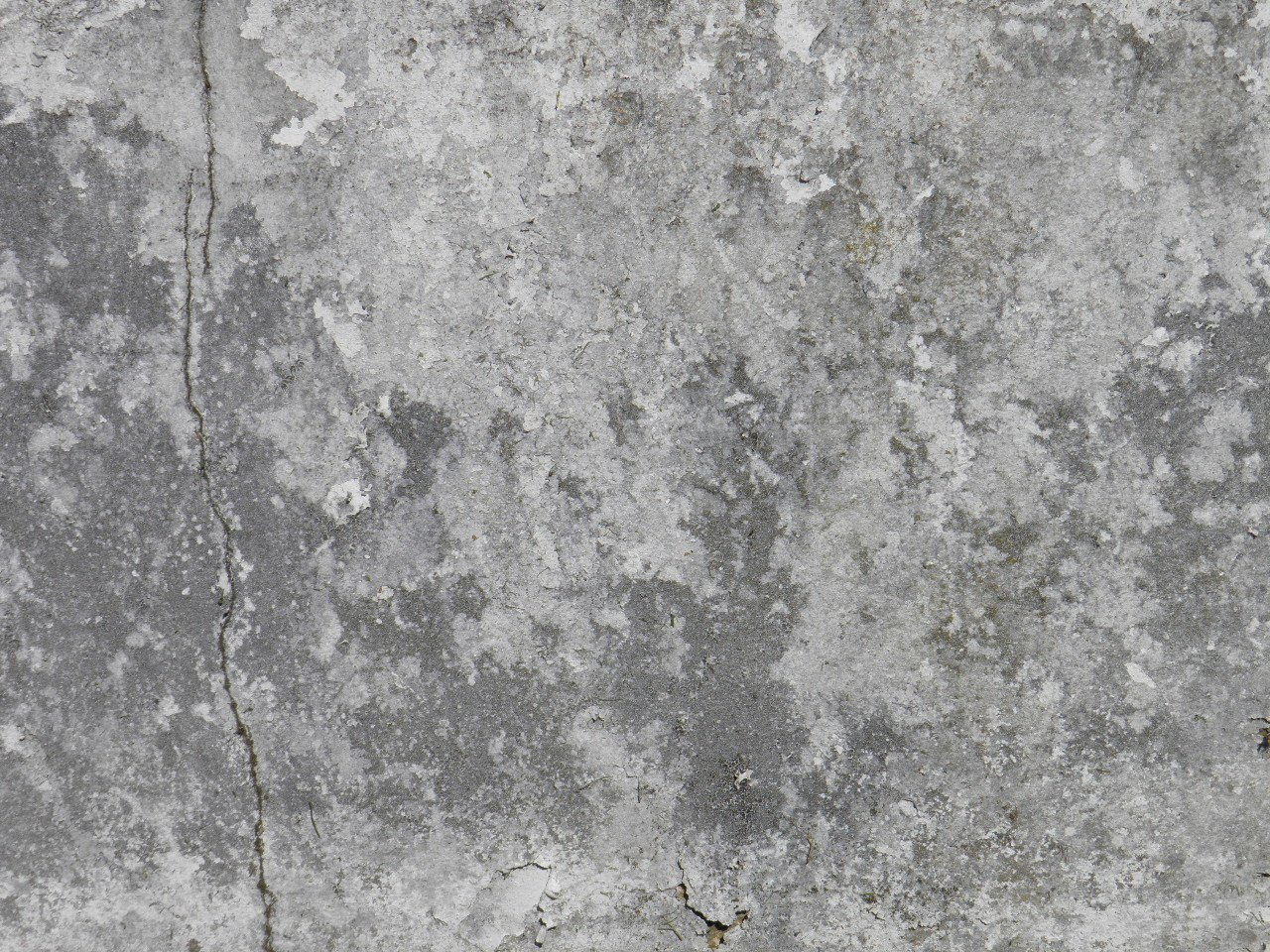
Grove textuur van een steen
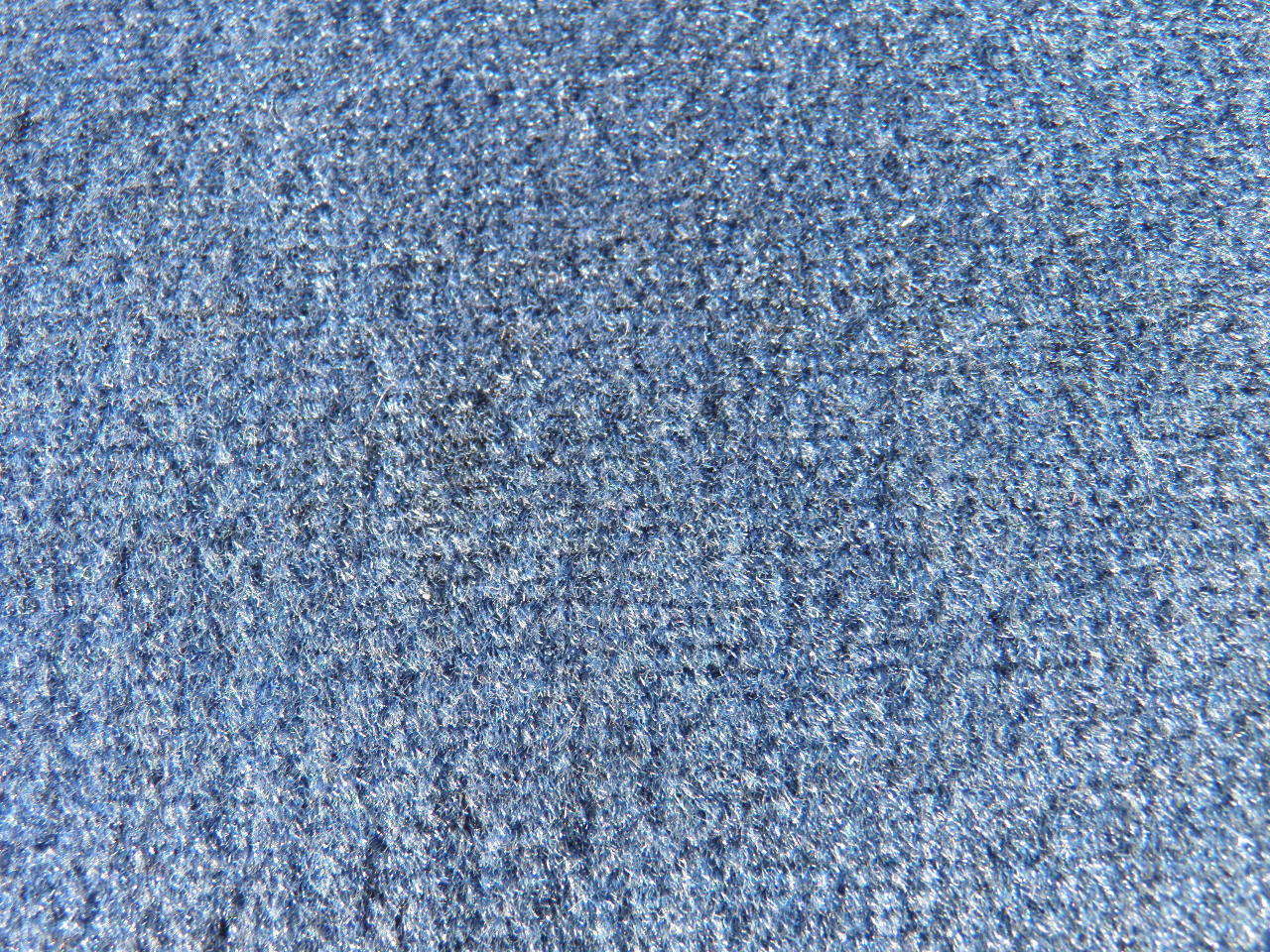
Tapijttextuur
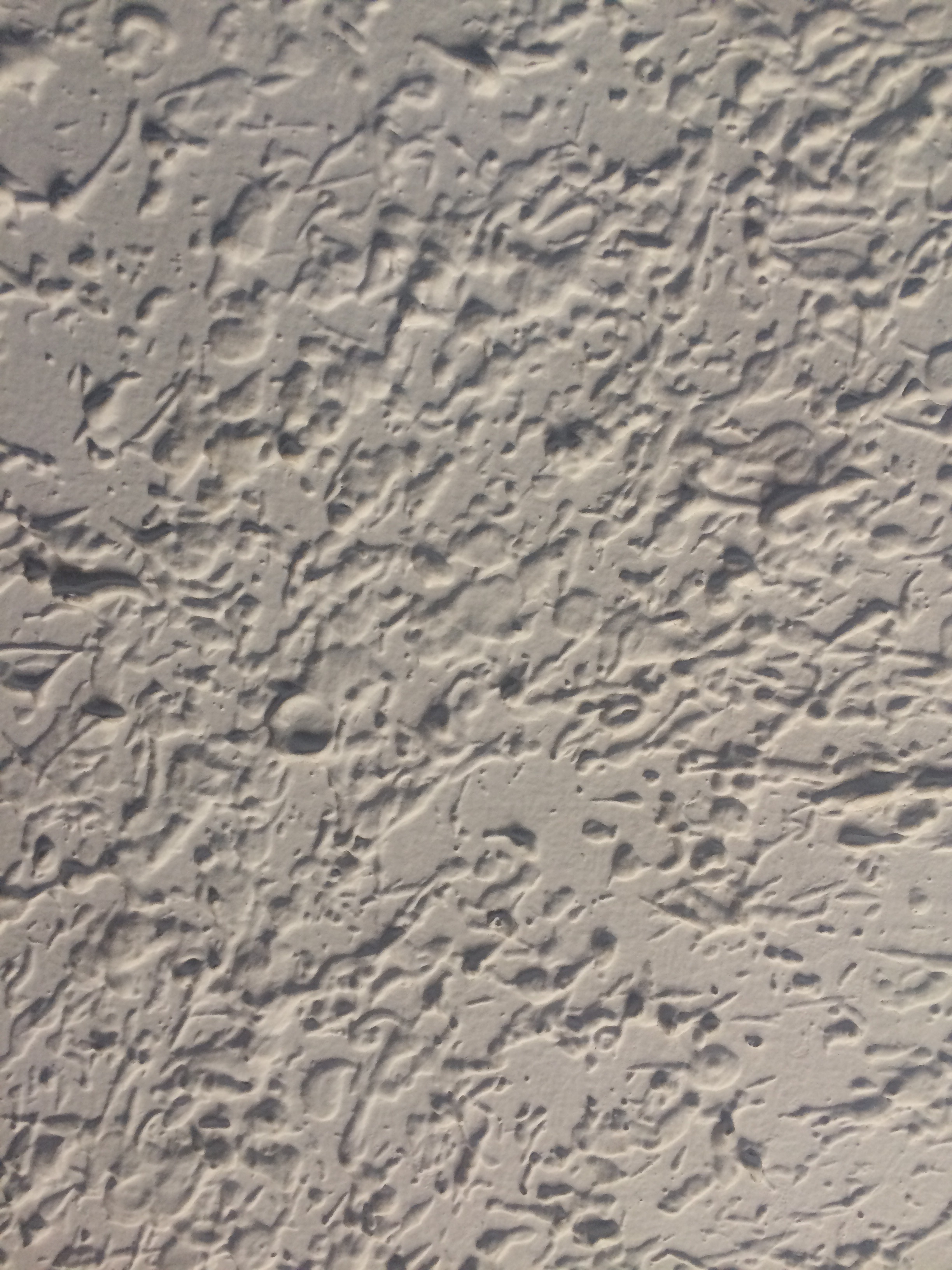
Plafondtextuur
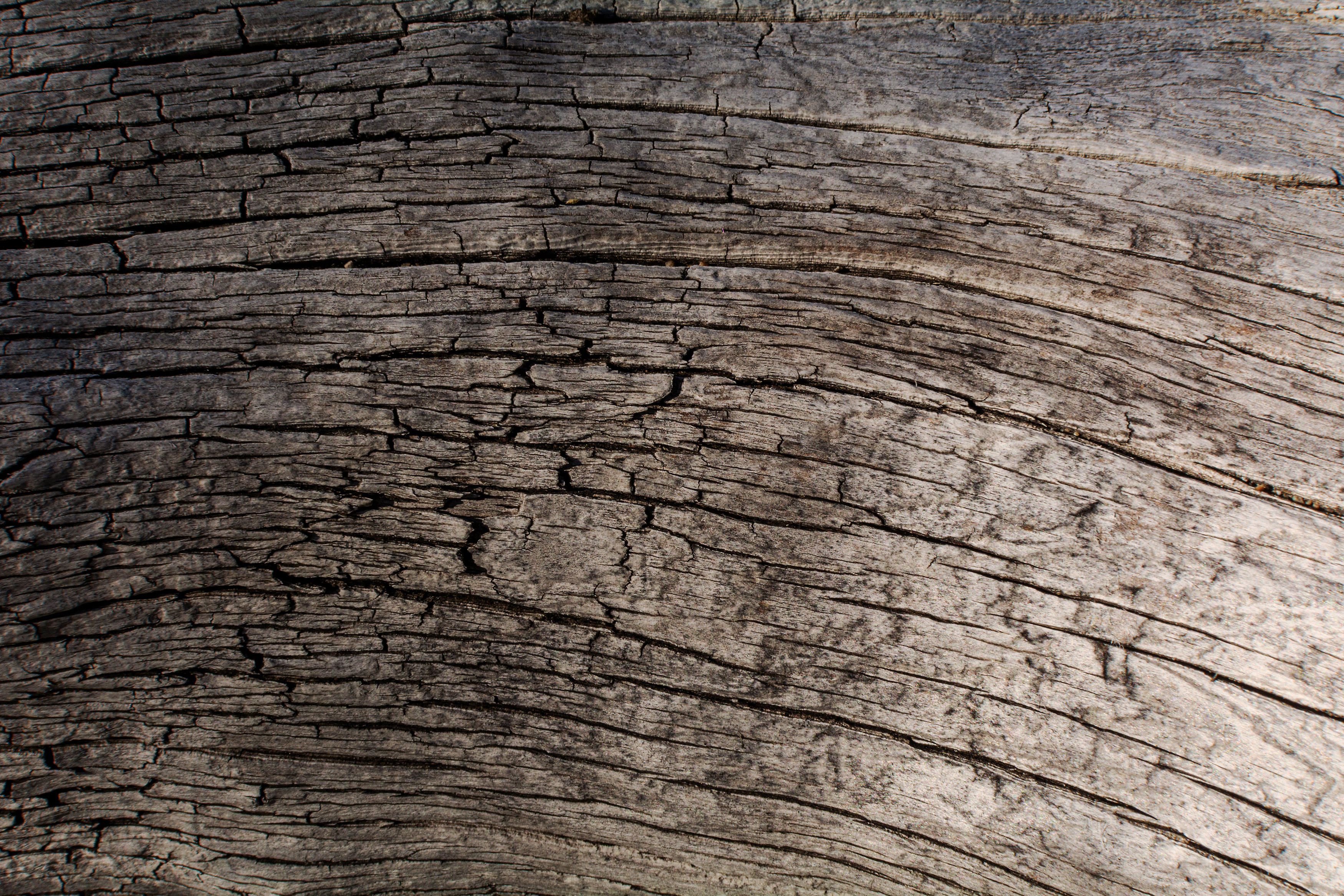
Textuur van droog hout
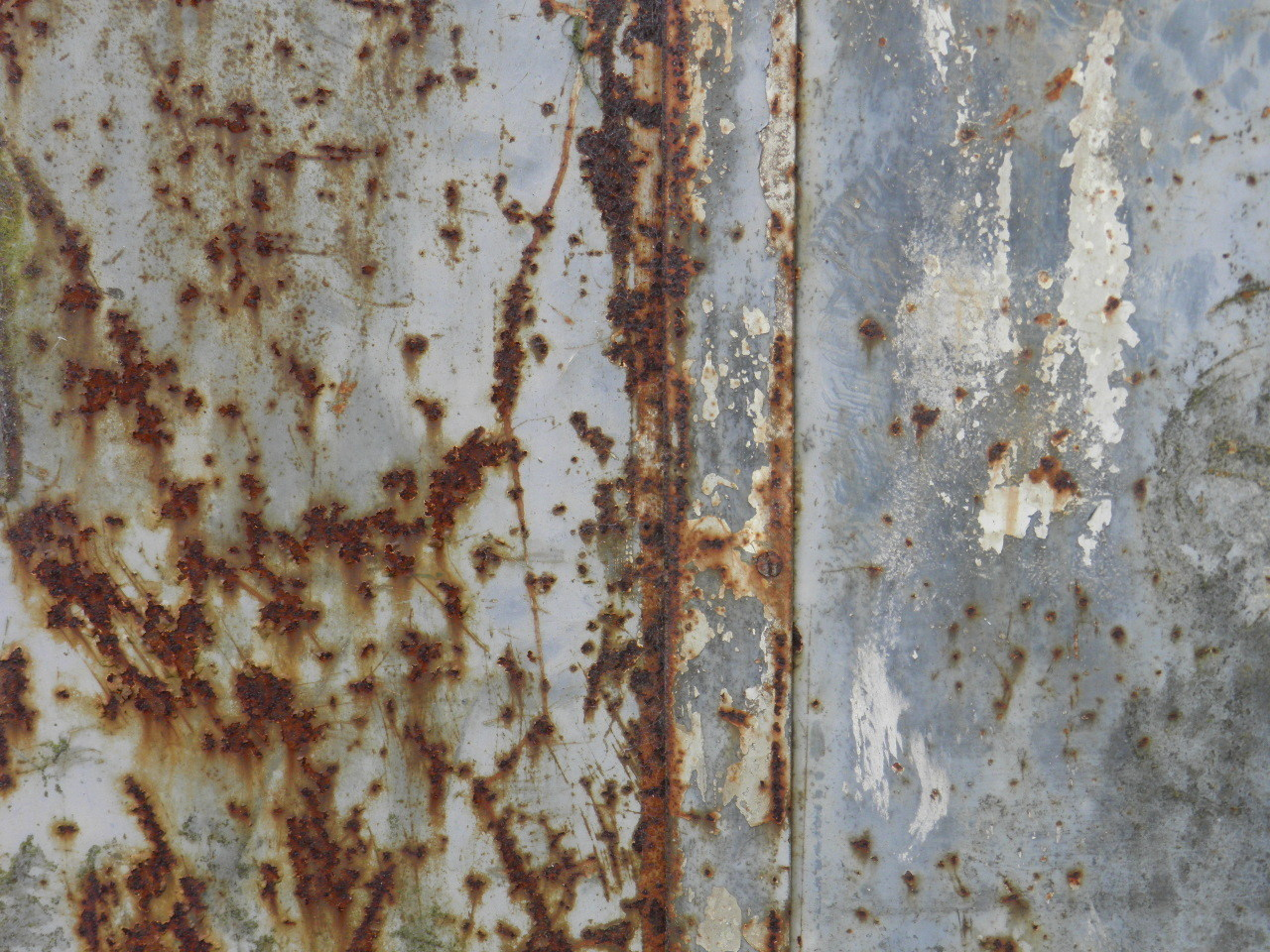
Textuur op een metaal ontstaan door roest (corrosie)
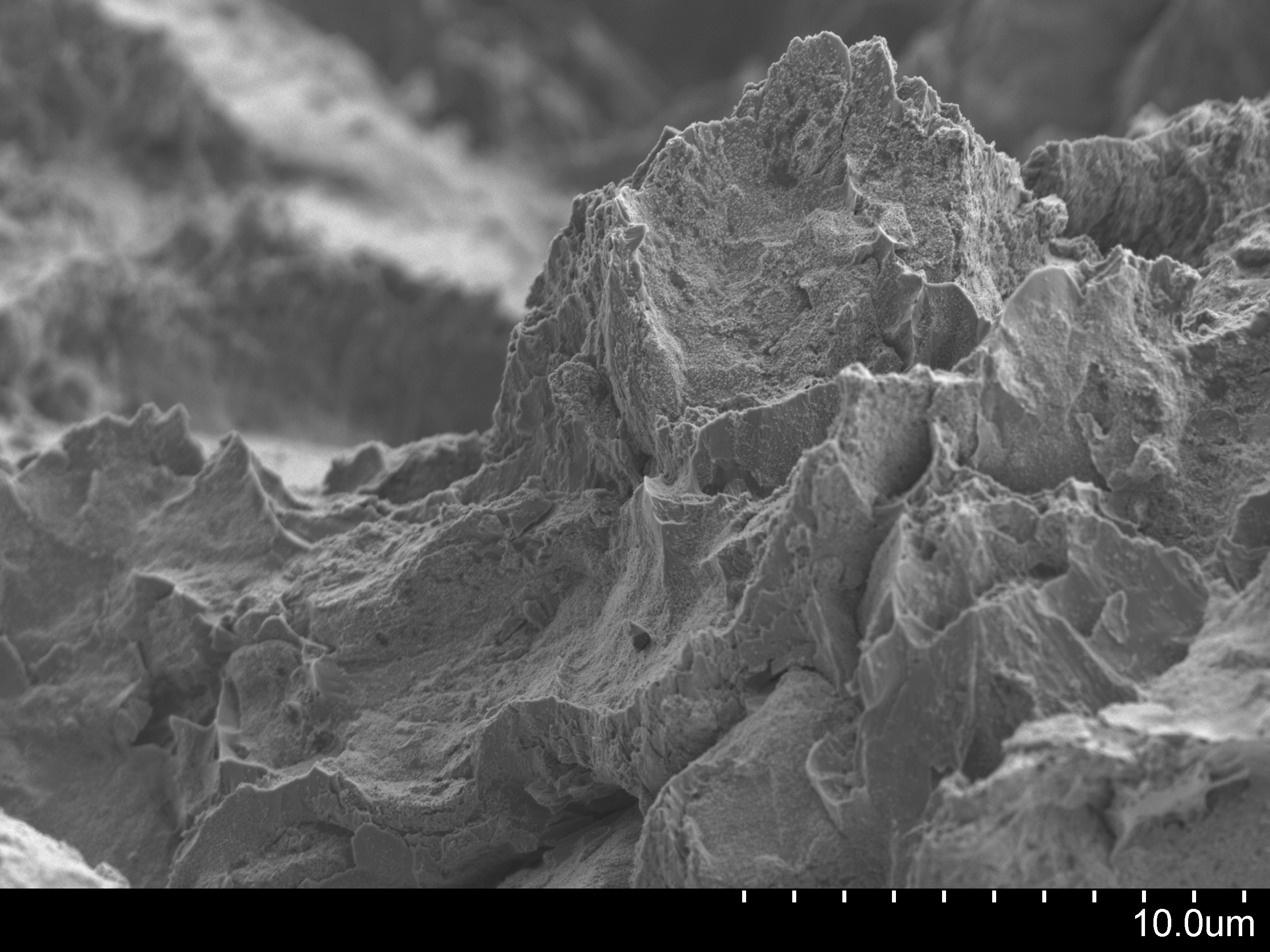
Microscopische weergave van het breukvlak van een metaal
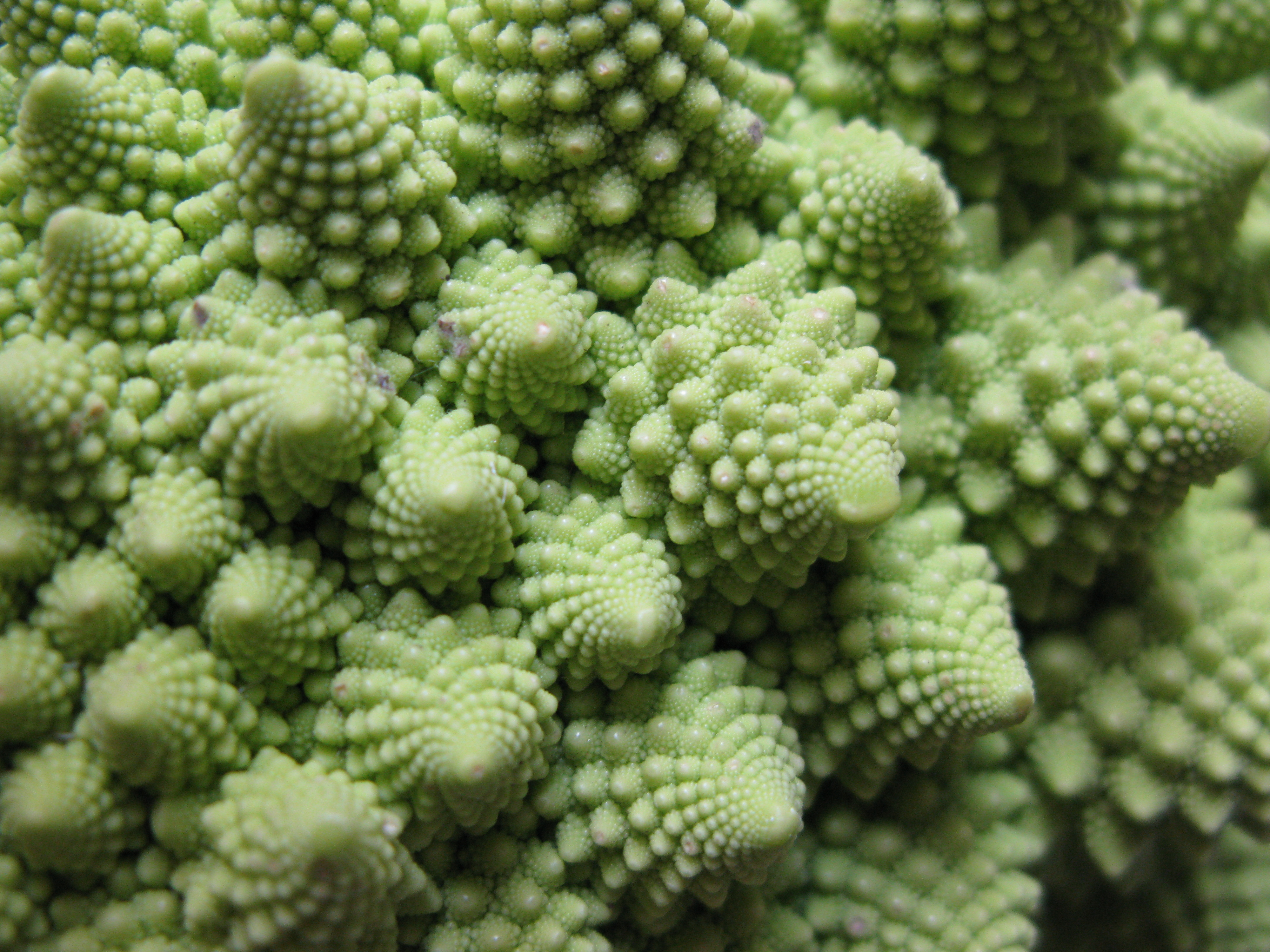
Romanesco broccoli textuur
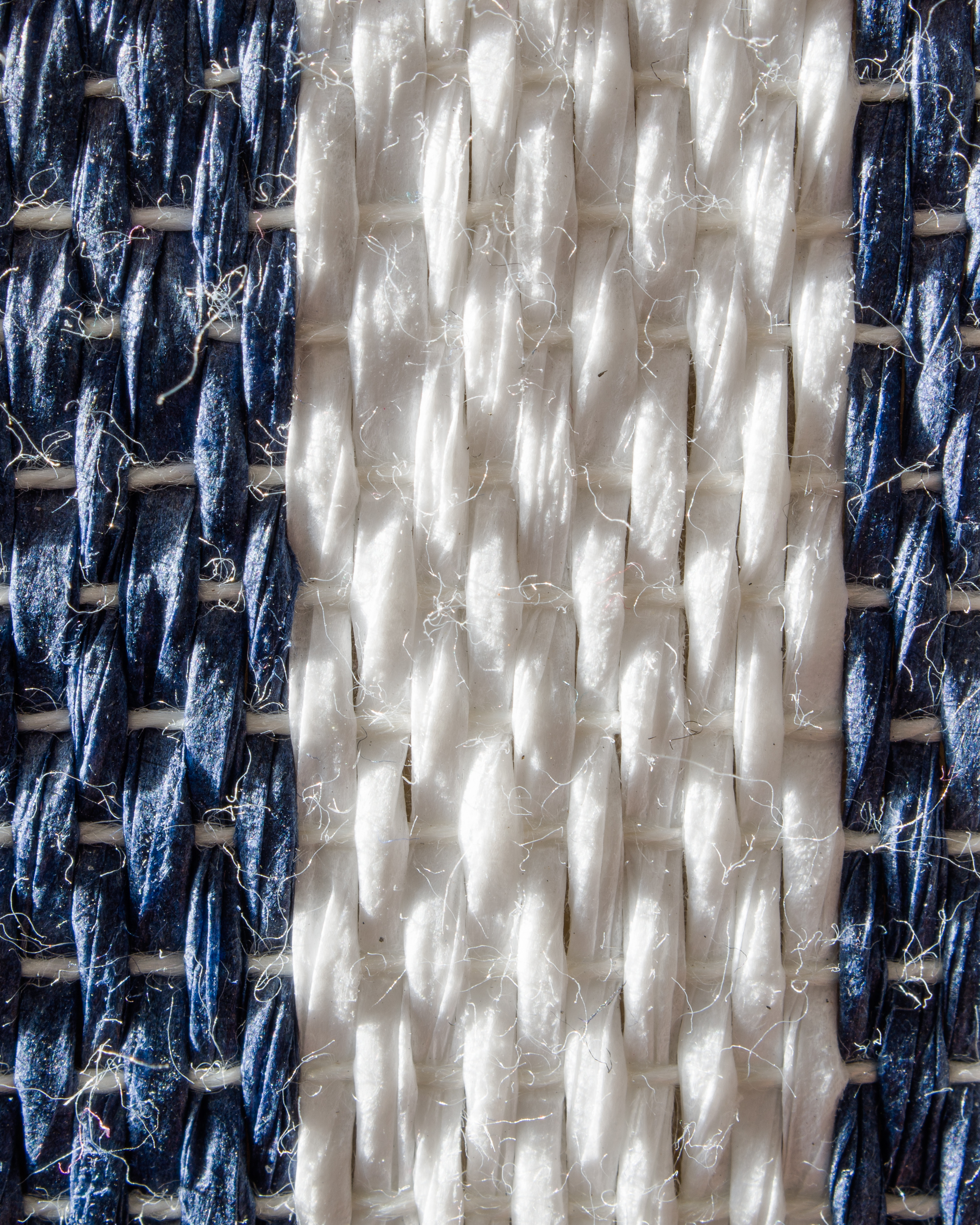
Een geweven mand
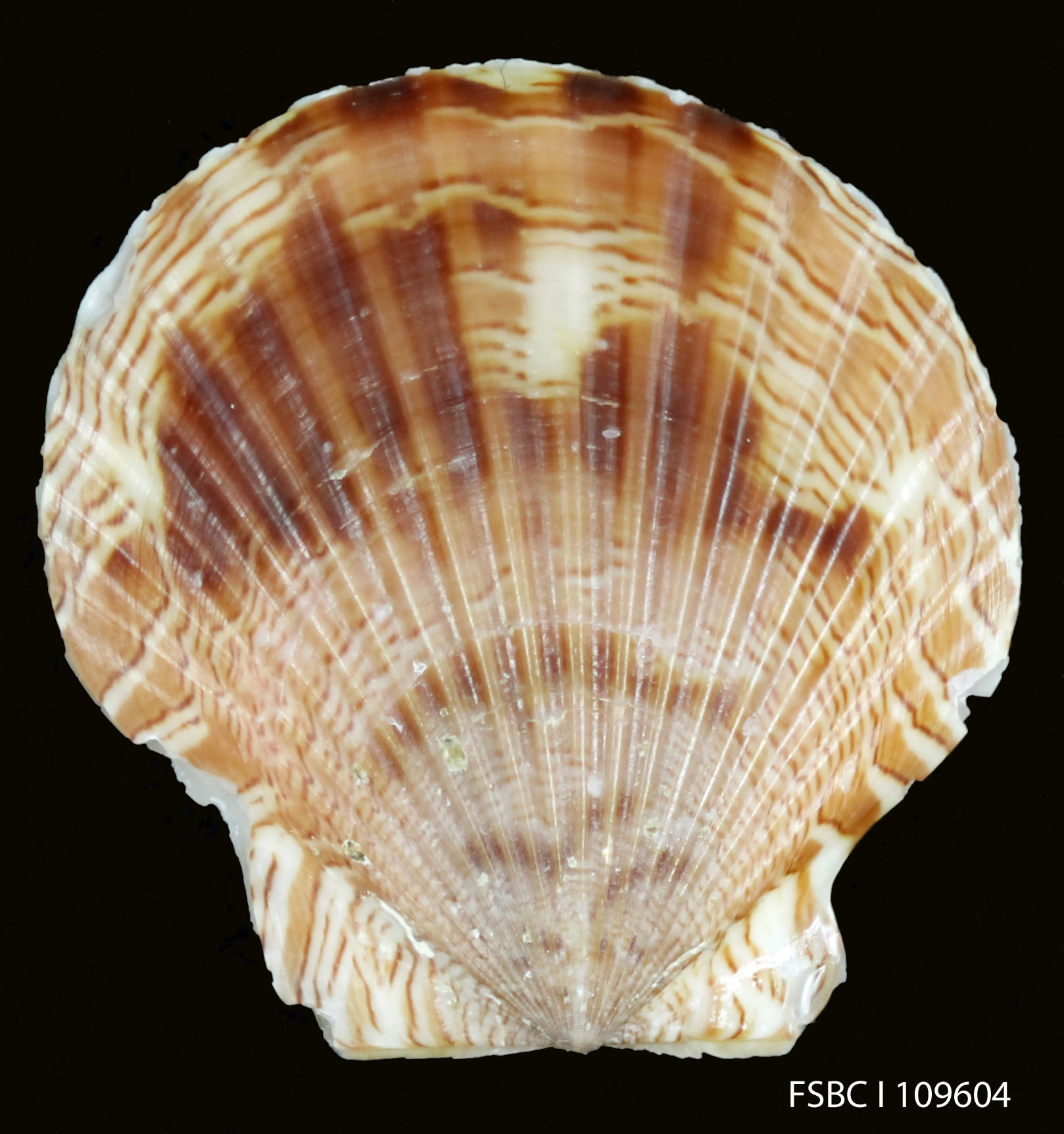
Golvend schelp-oppervlak